# Васютино (Орехово-Зуевский городской округ)
Васютино — деревня в Орехово-Зуевском городском округе Московской области. До 2018 года входила в состав сельского поселения Белавинское.

## География
Деревня Васютино расположена в восточной части Орехово-Зуевского городского округа, примерно в 27 километрах к юго-востоку от города Орехово-Зуево. Высота над уровнем моря 139 метров.

## История
До отмены крепостного права жители села относились к разряду государственных крестьян. После 1861 года село вошло в состав Петровской волости Егорьевского уезда.
В 1926 году существовало село и деревня Васютино, оба селения входили в Васютинский сельсовет Красновской волости Егорьевского уезда.
В 1994—2004 годы деревня Васютино входила в состав Кузнецовского сельского округа, в 2004—2006 годы — Белавинского сельского округа Орехово-Зуевского района.

## Население
В 1885 году в селе проживало 579 человек, в 1905 году — 620 человек (301 мужчина, 319 женщин), а в усадьбе церковного причта 18 человек (8 мужчин, 10 женщин), в 1926 году в деревне Васютино — 585 человек (258 мужчин, 327 женщин), в селе — 17 человек (7 мужчин, 10 женщин). По переписи 2002 года — 52 человека (23 мужчины, 29 женщин). Население — 42 человек (2010).
| 1859 | 1868 | 1885 | 1905 | 1926 | 2002 | 2006 |
| ---- | ---- | ---- | ---- | ---- | ---- | ---- |
| 439  | ↘322 | ↗579 | ↗620 | ↘585 | ↘52  | →52  |
| 2010 |      |      |      |      |      |      |
| ↘42  |      |      |      |      |      |      |